# Isla de Vancouver
La isla de Vancouver (en inglés Vancouver Island) es una gran isla costera del océano Pacífico, perteneciente a la provincia de la Columbia Británica, Canadá. Con 32.134 km², es la isla más grande de la costa occidental de América, la 43.ª del mundo y la 11.ª de Canadá. Originalmente se llamó Isla de Quadra y Vancouver en conmemoración del amistoso encuentro que tuvieron el comandante español Juan Francisco de la Bodega y Quadra y el capitán inglés George Vancouver en 1792 para resolver la crisis de Nutca.

## Historia
Poblada por tribus amerindias desde hace unos 14 000 años, a finales del siglo XVIII su soberanía fue disputada por varias potencias europeas (el Imperio español, el Imperio ruso y el Imperio británico).
Temiendo la ocupación por parte rusa de sus territorios al norte de California, España envió un navío en 1774, el Santiago de Compostela bajo las órdenes de Juan José Pérez Hernández al norte para explorar la presencia rusa y al año siguiente otra dirigida por el español nacido en el Virreinato del Perú Juan Francisco de la Bodega y Quadra. Ninguna de las dos expediciones desembarcó en la isla, aunque reafirmaron la soberanía española de la zona, ya reivindicada por Núñez de Balboa para toda la costa pacífica en 1513, y según el criterio de "primer contacto europeo". 
Durante su tercer viaje, el capitán inglés James Cook envió una expedición a la bahía de Nutca el 31 de marzo de 1778. El comercio de pieles animó a la Compañía Británica de las Indias Orientales a instalar un puesto en el poblado indio de Yuquot en la isla de Nutca.
La isla fue explorada en 1789 por el capitán español Esteban José Martínez que construyó el Fuerte San Miguel cerca de Yuquot con el fin de reafirmar la soberanía española de la isla y defender sus derechos de navegación. Este sería el único asentamiento español en el territorio del actual Canadá. El capitán español José María Narváez fue el primero en explorar el estrecho de Georgia en 1791 que separa la parte continental de Canadá, donde se encuentra la ciudad de Vancouver, de la isla de Vancouver. Poco después de la creación del Fuerte de San Miguel las fuerzas españolas capturaron varios navíos británicos que habían vulnerado los derechos de navegación reivindicados por España. Estos incidentes acercaron a las dos naciones a una posible guerra. Sin embargo, la disputa se resolvió de forma pacífica a favor del Reino Unido en las Convenciones de Nutca. El capitán inglés George Vancouver coordinó la negociación de la cesión de la isla de España al Reino Unido junto con el capitán español Juan Francisco de la Bodega y Quadra y aunque la isla al principio llevaba el nombre de ambos (isla de Quadra y Vancouver), acabó siendo conocida únicamente con el nombre del capitán inglés.
La primera colonia británica fue la de la Compañía de la Bahía de Hudson con el fuerte Camosun fundado en 1843. Fue siendo un centro importante y recibió el nombre de Victoria en 1862, ciudad que se convertiría en la capital de la Columbia Británica.
En Esquimalt se estableció una base de la marina de guerra británica en 1865 que posteriormente pasó a Canadá. En la actualidad es la base militar canadiense más grande después de la de Halifax en Nueva Escocia.
Hay que destacar que la ciudad de Vancouver no se encuentra en la isla del mismo nombre sino en el continente, siendo Victoria la principal ciudad de la isla; por tanto, no existe relación entre la Isla de Vancouver y la ciudad fuera a la de pertenecer a la misma provincia y a la misma nación, Canadá.

## Geografía

Mapa topográfico de la isla de Vancouver

La isla de Vancouver está situada en el extremo suroeste de la provincia de Columbia Británica. Está separada del continente de la Columbia Británica por el estrecho de Johnstone y el estrecho de la Reina Carlota al norte y al noreste, y por el estrecho de Georgia al sureste, que junto con el estrecho de Juan de Fuca a lo largo de su suroeste la separan de los Estados Unidos. Al oeste de la isla se encuentra el océano Pacífico abierto, mientras que al norte está el Sound de la Reina Carlota. El estrecho de Georgia y el estrecho de Juan de Fuca son ahora oficialmente parte del mar de los Salish, que también incluye el estrecho de Puget.
Las cordilleras de la isla de Vancouver recorren la mayor parte de la longitud de la isla, dividiéndola en una costa occidental húmeda y accidentada y una costa oriental más seca y ondulada. El punto más alto de estas cordilleras y de la isla es el pico Golden Hinde, con una altura de 2195 m (2400,5 yd). Situado cerca del centro de la isla de Vancouver, el Strathcona Provincial Park, con una superficie de 2500 km² (965,3 mi²) forma parte de un grupo de picos que incluyen los únicos glaciares de la isla, el mayor de los cuales es el glacier Comox. El litoral de la costa oeste es escarpado y, en muchos lugares, montañoso, y se caracteriza por sus numerosos fiordos, bahías y ensenadas. El interior de la isla tiene muchos lagos (el Kennedy Lake, al norte de Ucluelet, es el más grande) y ríos.

### Ríos
Hay varios ríos que drenan la isla, algunos de los cuales, aunque cortos, son de gran caudal. Entre los ríos más notables están el río Somass en el valle de Alberni, el río Nimpkish en la región norte de la isla, el río Englishman que sube por la isla desde Nanaimo cerca de Parksville, y el río Cowichan cuya cuenca forma la región del valle de Cowichan en la región sur de la isla.

## Clima

Tipos de clima de Köppen en la isla de Vancouver y las islas del Golfo

El clima de la isla de Vancouver es el más suave de Canadá, con temperaturas en la costa que incluso en enero suelen ser superiores a 0 grados Celsius (32,0 °F). En verano, los días más cálidos suelen tener una máxima de 28-33 grados Celsius (82,4-91,4 °F). La parte sureste de la isla tiene notablemente un clima mediterráneo de verano cálido (Csb) con numerosos viñedos.
El efecto de sombra de lluvia de las montañas de la isla, así como de las montañas de la península Olímpica del Estado de Washington, crea una amplia variación en las precipitaciones. La costa oeste es considerablemente más húmeda que la costa este. La precipitación media anual oscila entre 6650 mm (261,8 plg) en el lago Hucuktlis en la costa oeste (lo que la convierte en el lugar más húmedo de Norteamérica) y sólo 608 mm (23,9 plg) en Victoria Gonzales, la estación de registro más seca de la capital de la provincia de Victoria. Las precipitaciones son más intensas en otoño e invierno. La nieve es rara en las altitudes bajas, pero es común en las cimas de las montañas de la isla en invierno. El esquí es muy popular en el Monte Washington, en el centro de la isla, con una altitud de 1588 m (5210 pies).
Una característica notable de la isla de Vancouver es la extensión de la sequedad estival hasta latitudes tan altas como el paralelo 50 °N. Sólo en el extremo norte de la isla, cerca de Port Hardy, las precipitaciones del mes más seco del verano llegan a ser una quinta parte de las de los meses más húmedos, de noviembre a marzo. Las costas occidentales de otros continentes situados en latitudes similares presentan una distribución prácticamente uniforme de las precipitaciones a lo largo del año.

## Entorno natural

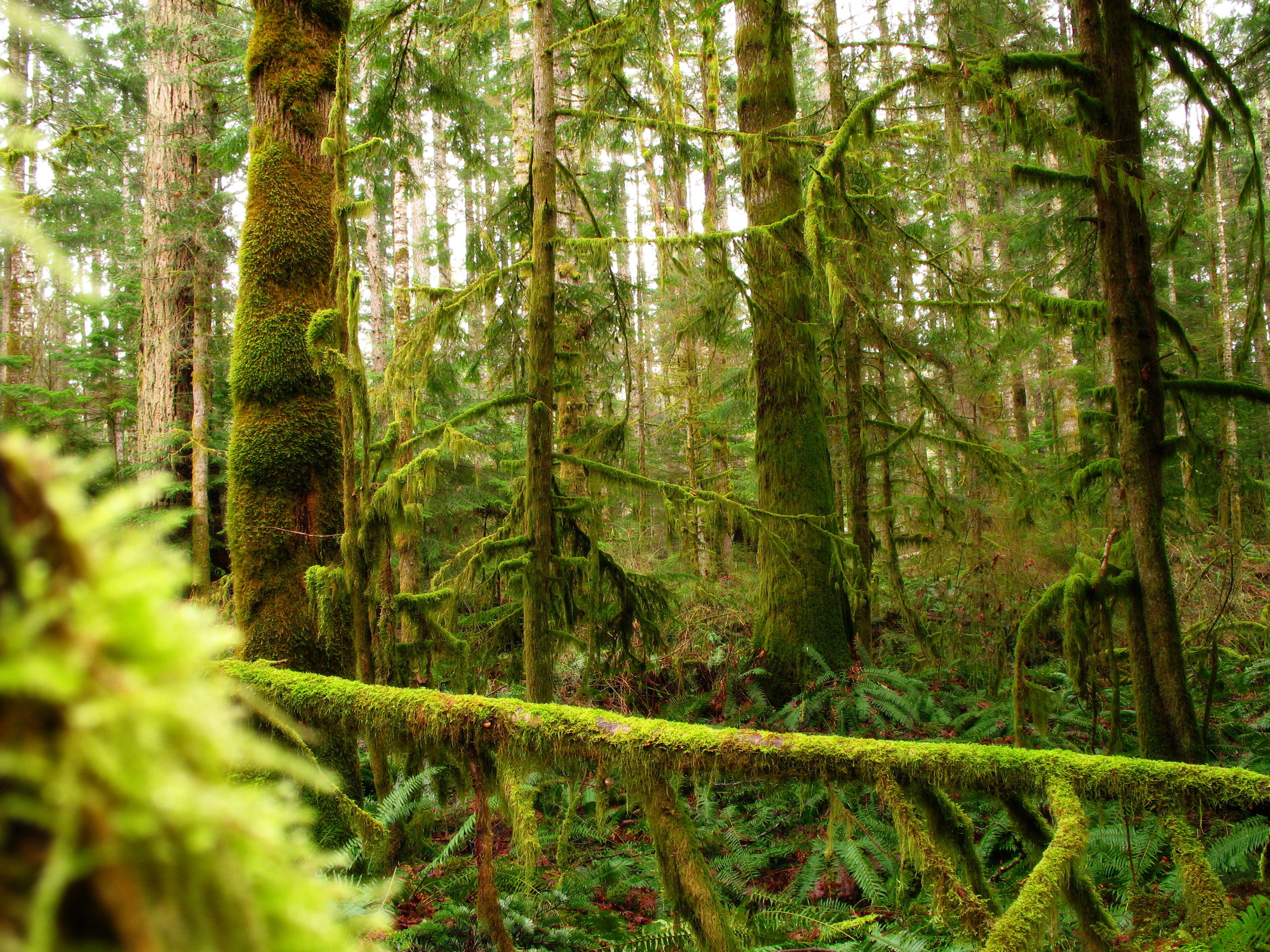
El lado occidental de la isla de Vancouver alberga una selva tropical

### Flora
La isla de Vancouver se encuentra en el bioma denominado bosque húmedo templado. En las partes sur y este de la isla, éste se caracteriza por abeto de Douglas, cedro rojo occidental, madroño, roble de Garry (Quercus garryana), salal (Gaultheria shallon, la uva de Oregón o mahonia (Berberis aquifolium) y manzanita (varias especies del género Arctostaphylos); además, la isla de Vancouver es el lugar donde el abeto de Douglas fue registrado por primera vez por Archibald Menzies. La isla de Vancouver es también el lugar donde se han registrado algunos de los abetos Douglas más altos. La parte sureste de la isla es la región más poblada de la isla de Vancouver y una de las principales zonas de recreo. El norte, el oeste y la mayor parte de la parte central de la isla albergan los "grandes árboles" de coníferas  asociados a la costa de la Columbia Británica: la cicuta occidental tsuga, cedro rojo occidental (Thuja plicata), el abeto del Pacífico (Abies amabilis), el cedro amarillo (Cupressus nootkatensis), abeto de Douglas, el abeto grande (Abies grandis), la picea de Sitka y el pino blanco occidental. También se caracteriza por la presencia del arce de hoja grande (Acer macrophyllum), el aliso rojo (Alnus rubra), el helecho espada (Polystichum munitum), y el arándano rojo (Vaccinium parvifolium).

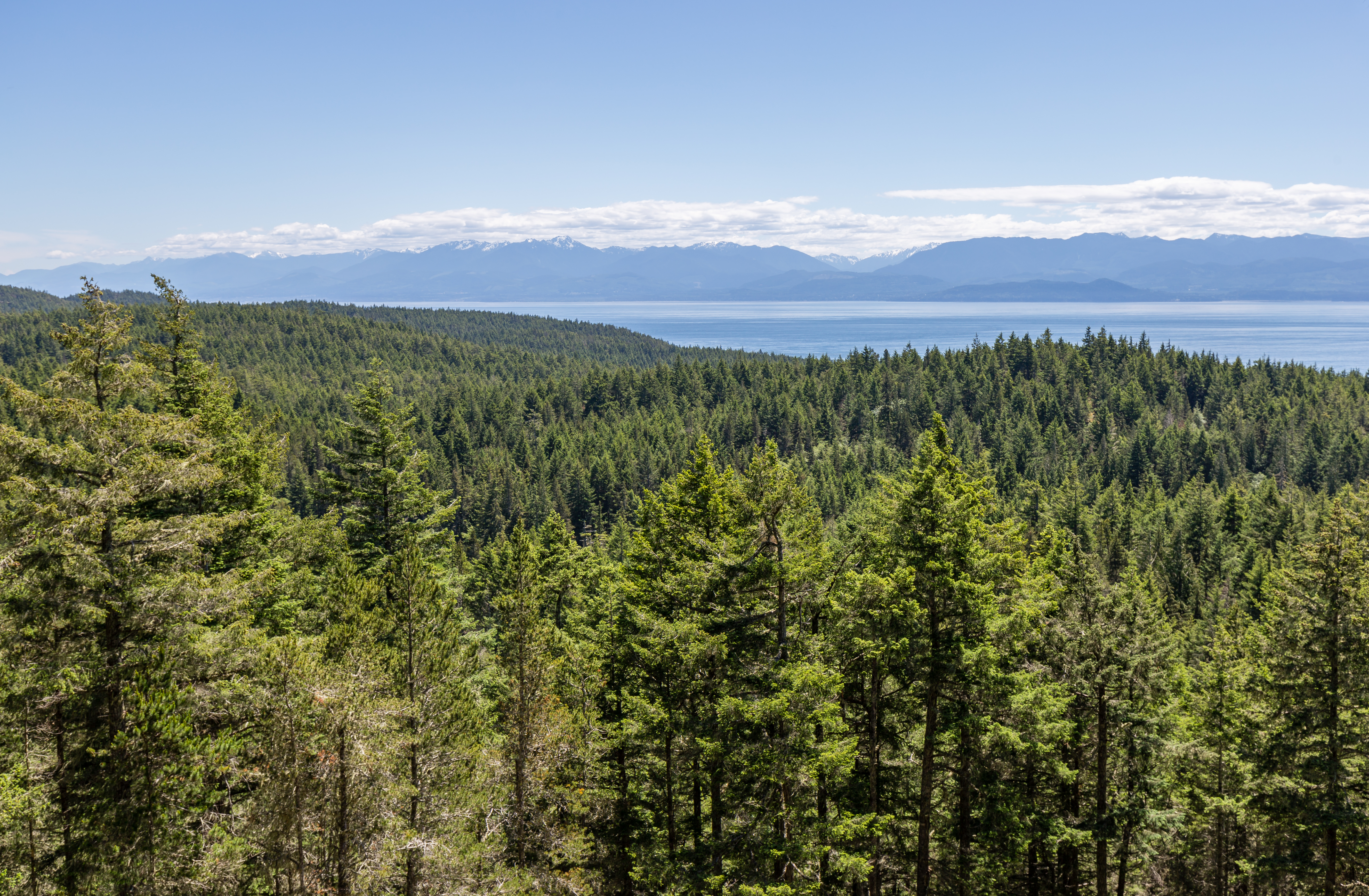
Vista desde el monte Maguire en el East Sooke Regional Park hacia Washington

### Fauna
La fauna de la isla de Vancouver es similar a la de la costa continental, con algunas excepciones y adiciones notables. Por ejemplo, la cabra de las rocosas o cabra blanca (Oreamnos americanus), el alce occidental (Alces alces andersoni), el coyote (Canis latrans), el puercoespín norteamericano (Erethizon dorsatum), la mofeta (familia Mephitidae), la ardilla (familia Sciuridae) y numerosas especies de pequeños mamíferos, aunque abundan en el continente, están ausentes en la isla de Vancouver. Los osos pardos están ausentes de la isla, donde predominan los osos negros americanos, pero en 2016 se avistó una pareja de osos pardos nadando entre islas más pequeñas de la costa cerca de Port McNeill. La isla de Vancouver alberga la mayor parte de los wapití de Roosevelt (Cervus canadensis roosevelti) de Canadá, sin embargo, y varias especies y subespecies de mamíferos, como la marmota de la isla de Vancouver (Marmota vancouverensis) son exclusivas de la isla. Abundan los ciervos de cola negra (Odocoileus hemionus columbianus), incluso en zonas suburbanas como en Gran Victoria, así como las ardillas de Douglas (Tamiasciurus douglasii) autóctonas. La ardilla gris oriental (Sciurus carolinensis) se encuentra en el sur y se considera invasora por su voraz apetito y por ahuyentar a las ardillas de Douglas. La isla tiene la población más concentrada de puma norteamericano (Puma concolor couguar) de Norteamérica. El lobo de la isla de Vancouver, una (subespecie de Canis lupus, Canis lupus crassodon), sólo se encuentra en la parte norte de la isla. Son comunes las focas de puerto (Phoca vitulina) y las nutrias de río de América del Norte (Lontra canadensis).

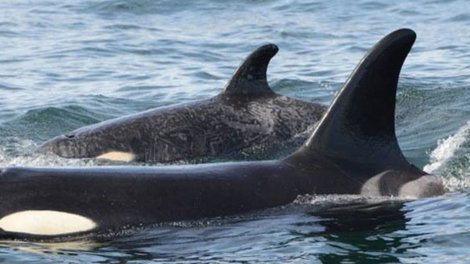
Orca residente del norte de nombre Springer con su primera cría en 2013

Hay  orcas tanto residentes como transeúntes.  Las que son residentes viven en dos grandes grupos, uno en las aguas del sur de la isla y otro en el norte, mientras que un tercer grupo de orcas transeúntes vaga mucho más lejos y evita a las orcas residentes. Las orcas residentes son observadas desde la distancia y están numeradas, y muchas de ellas también tienen nombre. Las ballenas jorobadas (Megaptera novaeangliae) y las ballenas grises (Eschrichtius robustus) se ven a menudo en su migración entre las aguas de Alaska, donde se alimentan en verano, y las aguas del sur, como las de California y México, donde dan a luz en invierno.
Los ríos, lagos y regiones costeras de la isla son famosos por la pesca de trucha, salmón y trucha arco iris.

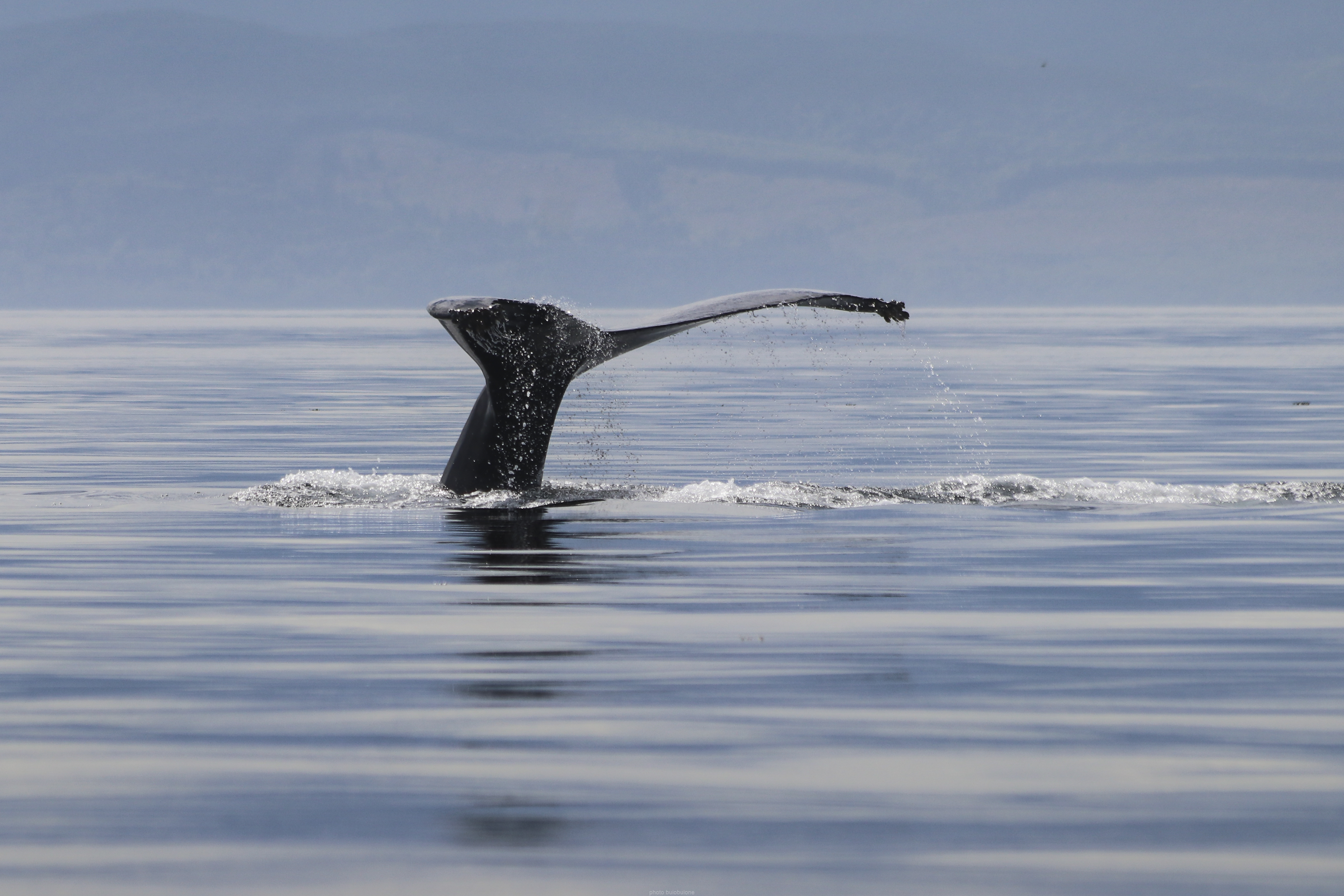
Megaptera novaeangliae en la costa de Sooke

## Población
La isla tiene una población de unas 750.000 personas (2002). Poco menos de la mitad viven en Victoria. Otras localidades importantes son Nanaimo, Port Alberni, Parksville, Courtenay y Campbell River.

## Economía
La economía de la isla, aparte de la zona administrativa de Victoria, está dominada por la industria forestal, aunque el turismo y la pesca también son actividades destacables. Muchas de las explotaciones forestales son para hacer pasta de papel.

## Turismo
La isla atrae, sobre todo, turismo de naturaleza, siendo un punto destacado para la observación de cetáceos, especialmente Tofino, en la costa oeste, en el parque natural del Pacific Rim.
Otros atractivos son las excursiones al bosque lluvioso, salidas en canoa, la pesca del salmón en el río Campbell, las visitas guiadas para observar el oso negro, la nutria marina, focas y el león marino.